# Europäische Datenbank für Medizinprodukte
Die Europäische Datenbank für Medizinprodukte (abgekürzt Eudamed) ist eine von der Europäischen Kommission und den EU-Mitgliedstaaten betriebene Datenbank zur zentralen Verwaltung von Medizinprodukten.
Nach einem Beschluss der Europäischen Kommission vom 19. April 2010 müssen alle EU-Mitgliedstaaten seit Mai 2011 diese Datenbank nutzen. Die enthaltenen Daten – wie Konformitätsbescheinigungen oder Daten über klinische Studien – sind von wesentlicher Bedeutung für die Sicherheit von Medizinprodukten. Der ehemalige Kommissar für Gesundheit und Verbraucherpolitik erklärte:

„Der Beschluss ist eine gute Nachricht für die Patienten in der gesamten EU. Er wird die Patientensicherheit erhöhen, weil die nationalen Behörden künftig rasch auf kritische Daten zugreifen können.“

Die Datenbank Eudamed soll die Marktüberwachung verstärken und unterstützt einzelstaatliche Behörden, rasch auf kritische Sicherheitsdaten für Medizinprodukte zuzugreifen und auf Risiken reagieren können, beispielsweise mit dem Ziel, eine Rücknahme vom Markt anzuordnen.
Die Datenbank ist auf sechs Module aufgeteilt:
- Registrierung von Wirtschaftsakteuren (wie z. B. Herstellern)
- Einmalige Produktkennung (Unique Device Identification) und -Registrierung
- Benannte Stellen und Bescheinigungen (Zertifikate)
- Klinische Prüfungen und Leistungsstudien
- Vigilanz und PMS
- Marktüberwachung

Eudamed arbeitet mit dem sicheren Hypertext-Übertragungsprotokoll HTTPS und der erweiterbaren Auszeichnungssprache XML. Bei der Eingabe von Daten in Eudamed kann zwischen der Online-Eingabe oder dem Hochladen von XML-Dateien gewählt werden.